# Masters de Canadá 1996
El Abierto de Canadá 1996 (también conocido como 1996 du Maurier Open por razones de patrocinio) fue un torneo de tenis jugado sobre pista dura. Fue la edición número 110 de este torneo. El torneo masculino formó parte de los Super 9 en la ATP. La versión masculina se celebró entre el 19 de agosto y el 26 de agosto de 1996.

## Campeones

### Individuales masculinos
Wayne Ferreira vence a  Todd Woodbridge, 6–2, 6–4.

### Dobles masculinos
Patrick Galbraith /  Paul Haarhuis vencen a  Mark Knowles /  Daniel Nestor, 7–6, 6–3.

### Individuales femeninos
Monica Seles vence a  Arantxa Sánchez Vicario, 6–1, 7–6 (7–2).

### Dobles femeninos
Larisa Neiland /  Arantxa Sánchez Vicario vencen a  Mary Joe Fernández /  Helena Suková,  7–6 (7–1) (Fernández and Suková retired).
| Predecesor: Canadá 1995 | Masters de Canadá 1996 | Sucesor: Canadá 1997 |